# Akademgorodok
Akademgorodok (in russo Академгородок cioè città accademica) è una cittadina russa a 20 km a sud-est di Novosibirsk della quale amministrativamente è parte sotto forma di rione; però, a causa della distanza di 20 chilometri dal centro e della popolazione molto diversa, è una cittadina separata con tutte le comodità e i servizi necessari tra i quali spiccano numerose istituzioni culturali, prima tra tutte l'Università statale di Novosibirsk.
Fu fondata nel 1957, è il capoluogo della Sezione Siberiana dell'Accademia russa delle scienze. Qui si trovano molti istituti di ricerca di scienze varie: di fisica nucleare, citologia e genetica, su catalisi, geologia, economia ed organizzazione industriale ed altri. Negli istituti lavorano circa 30 000 dei complessivi 90 000 abitanti dell'Akademgorodok.
È connessa con Novosibirsk e l'aeroporto con l'autostrada (e molti autobus municipali e commerciali) e la ferrovia.
A sud di Akademgorodok il territorio di Novosibirsk confina con la città di Berdsk.

## Storia

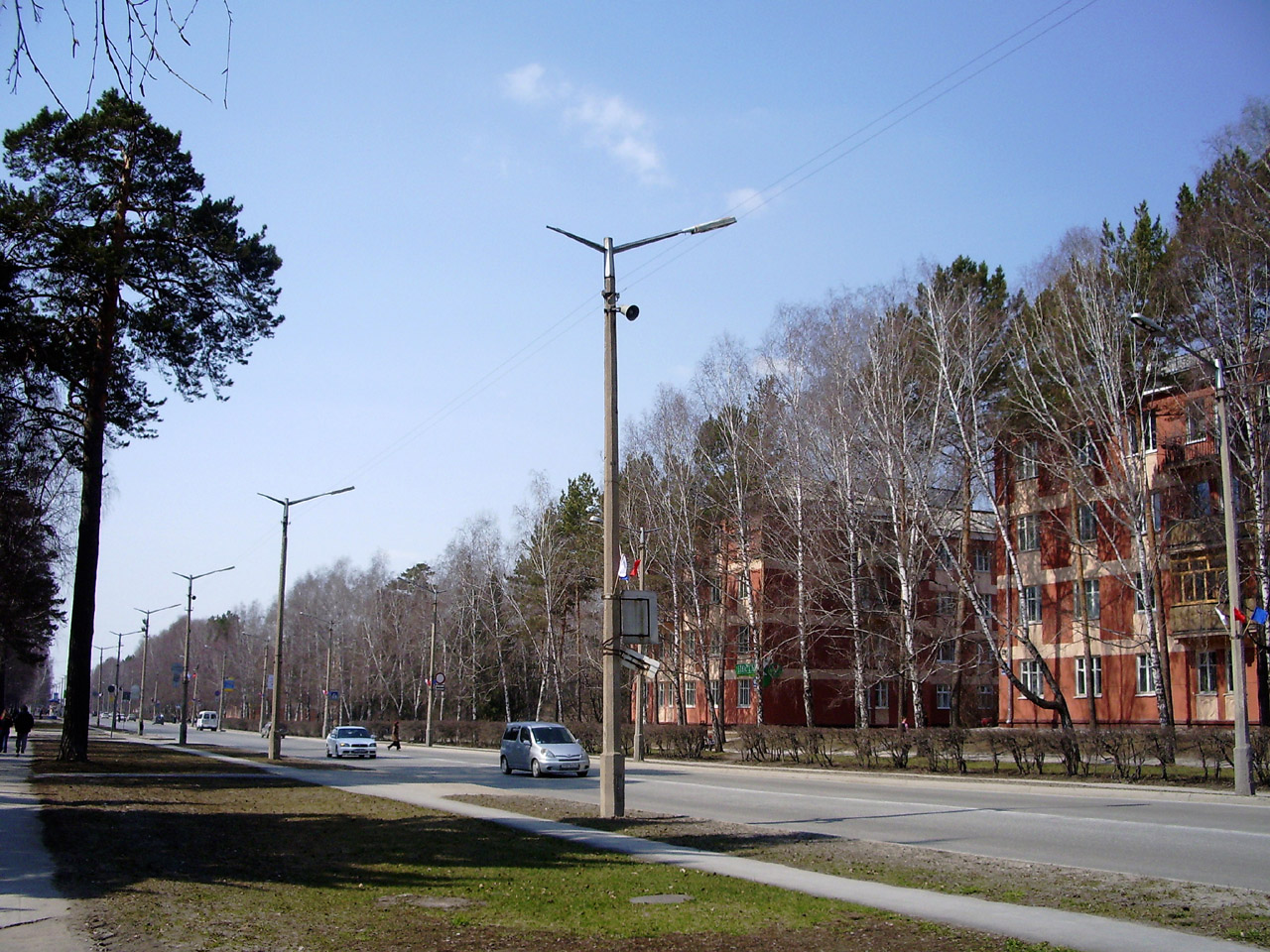
Case sulla Prospekt Morskoj

### Il periodo sovietico
Akademgorodok fu fondata per iniziativa di Mikhail Alekseevič Lavrentev (Михаил Алексеевич Лаврентьев) (1900 – 1980). La decisione avvenne nel maggio 1957 per decreto governativo dell'allora URSS. La costruzione iniziò nel 1958 ed i primi edifici e le prime abitazioni furono aperte nel 1959 (l'Istituto di idrodinamica fu il primo ad essere completato). Negli anni successivi furono costruiti oltre venti istituti, abitazioni e l'Università statale di Novosibirsk. Eventi eccezionali ad Akademgorodok furono l'apertura del club “Sotto l'intergral” ("Под интегралом") e il primo festival della canzone del cantautore (фестиваль авторской песни) nel marzo 1968. Vivere ad Academgorodok era considerato prestigioso durante il periodo sovietico (1959 - 1991).

### Il periodo post-sovietico
La disgregazione dell'URSS fece cadere Akademgorodok in una crisi economica. I salari degli scienziati diminuirono rapidamente al di sotto del minimo vitale. Iniziò una emigrazione di massa degli scienziati verso i paesi esteri (dai centri scientifici e dalle università). Ma nello stesso tempo ci furono anche degli effetti positivi. Grazie agli investimenti privati (prevalentemente dall'estero) in Akademgorodok furono aperte delle compagnie scientifiche e delle compagnie per produrre software. Nel 2006 gli investimenti privati hanno toccato 150 milioni di dollari in un anno (nel 1997 - 10 milioni di dollari in un anno) e lo sviluppo continua.

## Scienza, ricerca ed istruzione

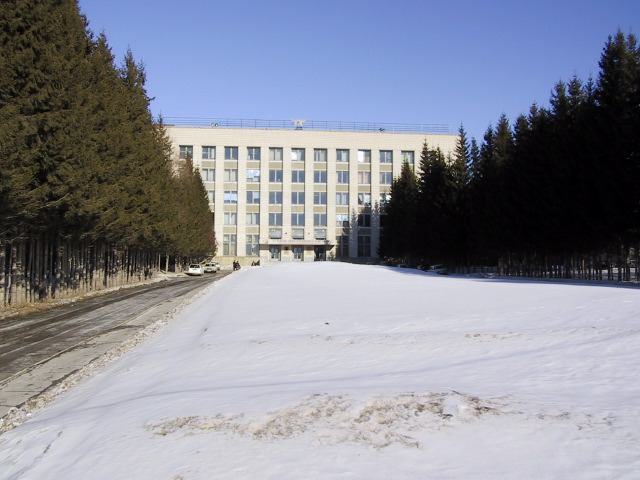
L'Istituto di fisica nucleare Budker

L'Università statale di Novosibirsk è l'università di grado più elevato della città: la maggioranza dei professori lavora negli istituti di ricerca. All'Università di Novosibirsk c'è circa un professore ogni quattro studenti.
L'insegnamento all'Università, dal proprio inizio, in tutte le facoltà poneva l'accento sulla matematica e l'utilizzazione della tecnica del calcolo. Questo ha creato la base per l'uso dei PC e l'industria delle tecnologie d'informazione, che crebbero rapidamente ad Akademgorodok negli anni ottanta e novanta. L'avvento di Internet nel mezzo degli anni '90 ha creato la possibilità per l'industria del software che lavora per clienti di altri paesi. Per questo Akademgorodok si chiama anche «Silicon taiga» (benché la taiga non ci sia).

## Cultura

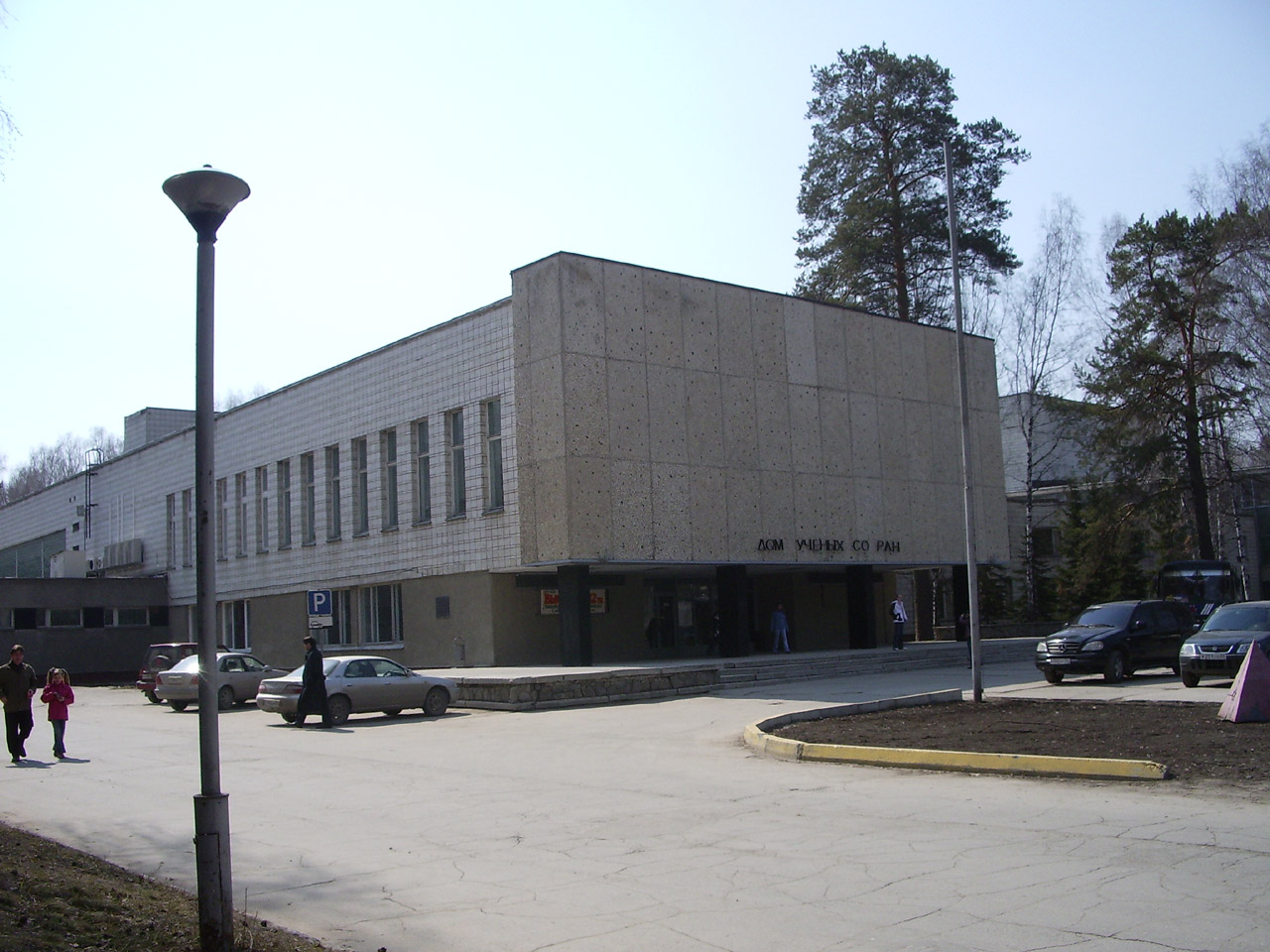
La Casa degli scienziati è il centro culturale della cittadina

Akademgorodok è visitata da molti stranieri e abitata da parecchie persone, per la collaborazione internazionale nelle scienze. Per missioni varie arrivano gli scienziati, i dirigenti delle ditte software, anche d'estate all'Università funziona la scuola di lingua russa per stranieri. Quasi ogni abitante sa almeno una lingua straniera.
In un articolo del 2018, intitolato Lunedì inizia sempre sabato, ovvero miti e realtà della Nuova Atlantide siberiana, lo storico Evgenij Grigor'evič Vodičev segnala che l'Akademgorodok sarebbe stata di ispirazione per i fratelli Strugatskij, nella creazione del loro romanzo di fantascienza Lunedì inizia sabato (1965) e dell'Istituto di Magia e Stregoneria di Solovets (nel testo russo NIIČAVO).